# Pagadders

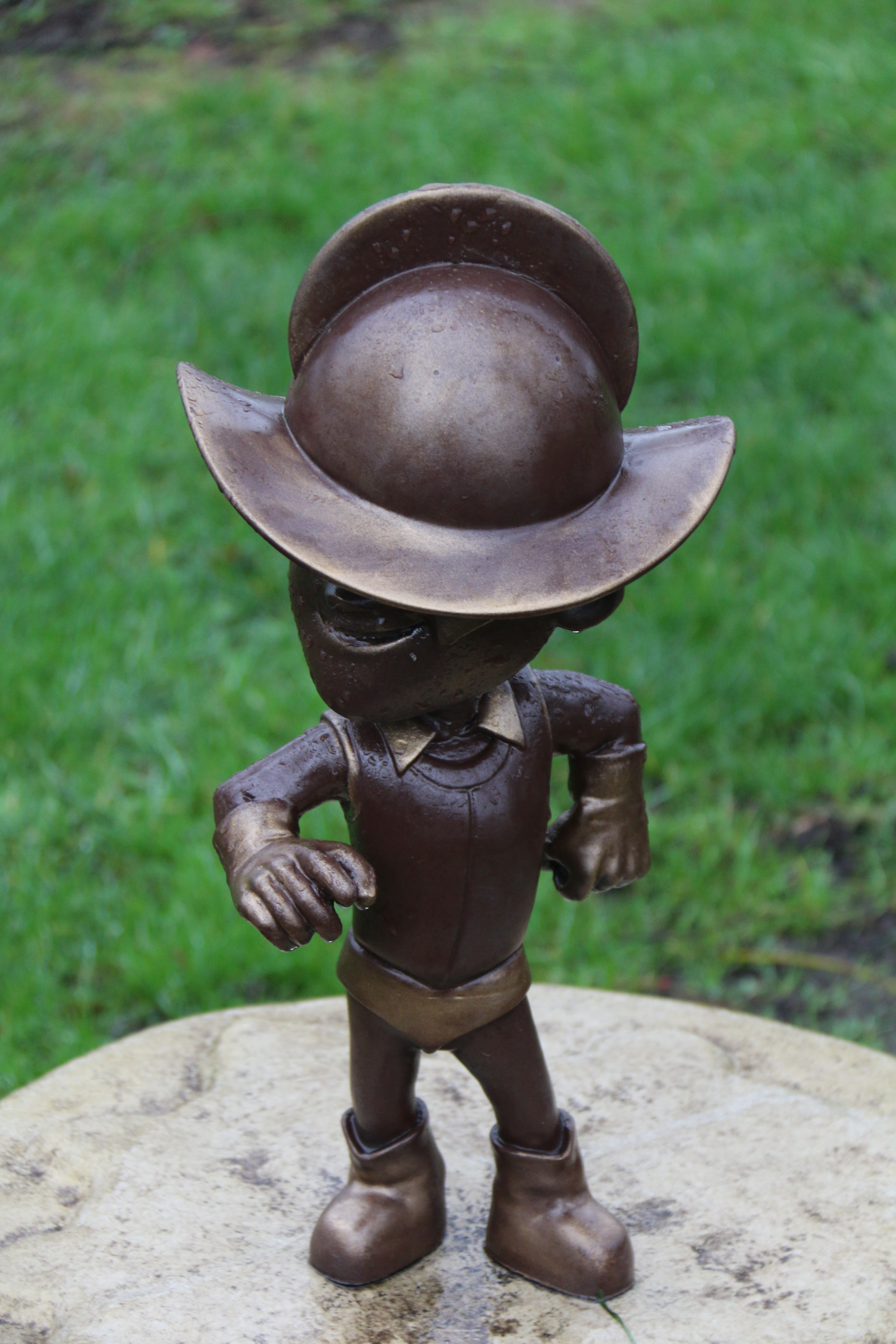
Een pagadder

De pagadders zijn beeldjes van Spaanse soldaten in het centrum van de Zeeuwse stad Hulst. De eerste dertien beeldjes (Felicia, Mira, Celebro, Biblio, Picaro, Silencio, Corte, Puerta, Rico, Flamenco, Cavar, Vuelo, Curioso, Piedra, Hermana, Barco, Torpe, Molino) werden in november 2018 geplaatst  en verwijzen naar de vroegere Spaanse aanwezigheid in Hulst. De pagadores waren te klein om te worden ingezet in de frontlinie. Daardoor werden ze ingezet voor verschillende taken, zoals het rondbrengen van de soldij (ze gaven ook -verkeerdelijk- hun naam aan de zogenaamde pagaddertoren). Ze werden geplaatst op of bij verschillende monumenten: stadhuis van Hulst, Gentse Poort, Bagijnepoort, De Stadsmolen, Museum Hulst, Keldermanspoort (Bollewerckpoort), Dubbele Poort, Refugiehuis Baudeloo, uitzichtpunt 'Niemandsland' op de grens met België, en een reizende carnavalspagadder Celebro . Na herhaald vandalisme werden twaalf van de dertien beeldjes in 2018 weggehaald maar ze keerden in 2019 terug . Later zijn Felicia, Mira, Celebro, Biblio en Picaro ook nog in Hulst aangekomen, waarmee het totaal aantal pagadders nu op achttien staat. Brouwerij Vermeersen brouwt ook een Pagadder-bier.